# Saxifraga portosanctana
Saxifraga portosanctana — вид рослин з родини Ломикаменеві (Saxifragaceae), ендемік Мадейри.

## Поширення
Ендемік Мадейри (о. Порту-Санту).
Займає площу ≈17 км². Середовище проживання характеризується сухим кліматом і відкритими кам'янистими ділянками на накопиченому ґрунті.

## Використання
Збирання рослини описується як загроза, але мета невідома.

## Загрози та охорона
Основними загрозами для виду є збір рослин, ерозія, зсуви та конкуренція з екзотичними та рідними видами.
Saxifraga portosanctana перелічена у Додатку IV Директиви про середовище існування та в додатку I Конвенції про охорону європейської дикої природи та природних середовищ існування (Бернська конвенція). Насіння зберігається в насіннєвому банку Мадейрського ботанічного саду.